# Melaphe thracica
Melaphe thracica är en mångfotingart som beskrevs av Karl Wilhelm Verhoeff. Melaphe thracica ingår i släktet Melaphe och familjen Xystodesmidae. Inga underarter finns listade i Catalogue of Life.